# Knikmosfamilie
De knikmosfamilie (Bryaceae) is een familie van mossen uit de orde Bryales.

## Kenmerken
De stengels zijn meestal rechtopstaand. De bladeren zijn eirond tot eirond-lancetvormig. De bladnerf is kort en eindigt voor de bladpunt. De cellen van het blad zijn enigszins langwerpig, zeshoekig van vorm of langwerpig. Ze zijn echter bijna nooit zo rond als in de nauw verwante sterrenmosfamilie.
Het sporenkapsel is ovaal tot cilindrisch, halsvormig en meestal hellend of knikkend. 

## Verspreiding
De knikmosfamilie kent een kosmopolitische verspreiding. De meeste soorten groeien overwegend terrestrisch, minder vaak op steen of boomschors. Ze komen vooral veel voor op open pionier- en verstoorde locaties, daarom vaak in door mensen gedomineerde omgevingen.

## Geslachten
De knikmosfamilie omvat 10 geslachten met ongeveer 660 soorten. De geslachten zijn:
- Acidodontium
- Anomobryum, ook in Centraal-Europa
- Brachymenium
- Bryum, ook in Centraal-Europa
- Haplodontium
- Imbibryum
- Mielichhoferia, vooral op rotsen die zware metalen bevatten
- Perssonia
- Rhodobryum, ook in Centraal-Europa
- Roellia